# كارل أوستين-بيهان
كارل أوستين-بيهان هو سياسي بريطاني، ولد في 1973 في Crumpsall ‏ في المملكة المتحدة.